# Gosikere Kaval, Challakere
Gosikere Kaval là một làng thuộc tehsil Challakere, huyện Chitradurga, bang Karnataka, Ấn Độ.